# Les Cammazes
Les Cammazes är en kommun i departementet Tarn i regionen Occitanien i södra Frankrike. Kommunen ligger i kantonen Dourgne som tillhör arrondissementet Castres. År 2022 hade Les Cammazes 398 invånare.

## Befolkningsutveckling
Antalet invånare i kommunen Les Cammazes
| Referens: INSEE |